# Coeloides rossicus
Coeloides rossicus är en stekelart som först beskrevs av Kokujev 1902.  Coeloides rossicus ingår i släktet Coeloides och familjen bracksteklar. Arten är reproducerande i Sverige. Utöver nominatformen finns också underarten C. r. betulae.